# خوسيه بيدرو سانتوس
خوسيه بيدرو سانتوس (بالبرتغالية: José Pedro Santos‏) (6 سبتمبر 1976 في كامبوس دوس غويتاكازس في البرازيل – )؛ هو لاعب كرة قدم سابق كان يلعب كلاعب وسط.

## وصلات خارجية
- خوسيه بيدرو سانتوس على موقع رابطة كرة القدم اليابانية للمحترفين (اليابانية)
- خوسيه بيدرو سانتوس على موقع قاعدة بيانات كرة القدم.إي يو (الإنجليزية)
- خوسيه بيدرو سانتوس على موقع Soccerway.com (الإنجليزية)
- خوسيه بيدرو سانتوس على موقع عالم كرة القدم.نت (الإنجليزية)